# Martin Børsheim
Martin Børsheim (* 18. Februar 2005 in Bergen) ist ein norwegischer Fußballtorwart. Der Juniorennationalspieler steht aktuell beim norwegischen Erstligisten Fredrikstad FK unter Vertrag.

## Karriere

### Anfänge in der Heimat
Børsheim begann mit dem Fußballspielen beim FK Fyllingsdalen. Zu seinem 14. Geburtstag wechselte er in die Nachwuchsakademie vom SK Brann. Dort durchlief er alle Jugendmannschaften und feierte 2021 sein Debüt für die zweite Mannschaft von Brann in der viertklassigen Norsk Tipping-Liga. Bei der 2:3-Niederlage gegen IL Sandviken kassierte Børsheim drei Gegentore, spielte aber über die vollen 90 Minuten. Im Laufe der Saison folgten noch drei weitere Einsätze für die zweite Mannschaft, sodass er bereits im Alter von 16 Jahren über vier Herreneinsätze verfügte.
Nachdem er in den folgenden beiden Spielzeiten seine Einsatzzeiten jeweils steigern konnte – 2022 spielte er 18-mal, 2023 20-mal, und bei der Partie gegen Lillestrøm SK im Oktober 2023 erstmals im Profikader in der Eliteserie stand –, unterzeichnete Børsheim in der Saisonvorbereitung 2024 seinen ersten Profivertrag. Sein Debüt für die erste Mannschaft feierte er am 13. April 2025 im norwegischen Pokal. Beim 6:0-Erstrundensieg blieb Børsheim ohne Gegentreffer. Und auch in der zweiten Runde beim 3:0-Sieg über IL Bjarg behielt Børsheim seine weiße Weste. In der Eliteserie gehörte er seit der Saison 2025 zum festen Bestandteil, kam aber nicht an Stammtorhüter und Nationaltorhüter Mathias Dyngeland vorbei.

### Neuanfang bei Fredrikstad FK
Nachdem Jonathan Fischer den Klub aus Fredrikstad im Juli 2025 verlassen hatte, sollte Valdemar Birksø der neue Stammtorhüter werden. Dieser verletzte sich aber bereits nach seinem ersten Spiel, sodass sich Fredrikstad nach einem neuen Torhüter umschauen musste. Martin Børsheim entschied sich aufgrund der fehlenden Perspektive in Bergen für den Wechsel nach Fredrikstad. Er feierte bereits zwei Tage nach seinem Wechsel sein Debüt für den norwegischen Erstligisten. Beim Heimspiel von Fredrikstad in der Europa-League-Qualifikation gegen den FC Midtjylland kassierte Børsheim bereits nach 14 Minuten den ersten Gegentreffer. Am Ende verlor der FFK mit 1:3.

### Nationalmannschaftslaufbahn
Sein Debüt für die norwegische U16-Nationalmannschaft gab Børsheim am 11. November 2021; bei der 0:1-Niederlage gegen die U17 von Tschechien stand er in der Startelf und spielte durch. Nach einem weiteren Spiel für die U16, sowie einem Spiel für die U17 und vier Spielen für die U18, debütierte er im Oktober 2023 für die U19; beim U19-EM-Qualispiel gegen Lettland durfte er direkt über 90 Minuten ran und behielt beim 3:0-Sieg eine weiße Weste. Bei der U19-Europameisterschaft 2024 in Nordirland stand Børsheim bei allen drei Gruppenspielen über die volle Distanz auf dem Platz. Norwegen wurde mit einem Sieg, einem Unentschieden und einer Niederlage Dritter und schied damit aus dem Turnier aus. Allerdings spielte man noch ein Qualifikationsspiel für die U20-Weltmeisterschaft 2025 gegen den Dritten aus der anderen Gruppe, die Türkei. Nach dem 1:1 nach 120 Minuten ging es ins Elfmeterschießen. Die ersten neun Schützen beider Teams trafen. Der zehnte Schütze Norwegens ebenfalls. Der 20. Elfmeter des Tages wurde von Børsheim gehalten, sodass Norwegen sich für die U20-Weltmeisterschaft qualifizierte.